# Léna Brocard
Pour les articles homonymes, voir Brocard.
Léna Brocard, née le 19 mai 2000, est une skieuse française spécialiste du combiné nordique. 

## Biographie
Léna Brocard est originaire du Vercors et elle commence le saut à ski vers 14 ans.
C'est en regardant le premier concours olympique de saut à ski féminin lors des Jeux olympiques de 2014 qu'elle a la volonté de se mettre au saut à ski. Ensuite, Étienne Gouy, qui est à l'époque entraîneur au Comité du Dauphiné, lui fait découvrir le ski de fond et également le combiné nordique.
Elle participe ensuite aux premières compétitions internationales chez les juniors et elle part s'entraîner au centre national de ski nordique et de moyenne montagne de Prémanon. Elle intègre au mois de mai 2020 l’équipe de France où elle est la seule femme. Elle participe en 2020 à la première épreuve féminine de coupe du monde puis aux Mondiaux 2021 où elle se classe 21e,. À l'été 2021, elle part s'entraîner deux mois avec les sauteuses à ski françaises.
En 2022, elle décide de partir s'entraîner en Norvège avec le team Kollenhopp qui compte notamment Ida Marie Hagen, Marte Leinan Lund et Mille Marie Hagen.

## Résultats

### Championnats du monde
| Épreuve / Édition        | Individuel     | Individuel |
| Épreuve / Édition        | Petit tremplin |            |
| Mondiaux 2021 Oberstdorf | 21e            |            |

### Coupe du monde
- Meilleur classement général : 10e en 2023.

#### Différents classements en Coupe du monde
| Année     | Classement général final |
| 2020-2021 | 22e                      |
| 2021-2022 | 13e                      |
| 2022-2023 | 10e                      |

### Coupe continentale
| Année     | Classement général final |
| 2018-2019 | 19e                      |
| 2019-2020 | 22e                      |
| 2020-2021 | 34e                      |
| 2021-2022 | 6e                       |

- une victoire en 2023 (Eisenerz)

### Championnats de France
Elle remporte le titre en 2020, 2021 et 2022.

### Championnats du monde junior
- 15e en individuel en 2019.
- 7e en 2020 à Oberwiesenthal.